# Бірлік (Курмангазинський район)
Бірлі́к (каз. Бірлік) — село у складі Курмангазинського району Атирауської області Казахстану. Адміністративний центр Бірліцького сільського округу.
У радянські часи село називалось Утери.
Населення — 1699 осіб (2021; 1697 у 2009, 1640 у 1999, 1493 у 1989).